# Alberto Righini
Alberto Righini (...) è un ex bobbista italiano.

## Biografia
Viene ricordato come vincitore di una medaglia di bronzo nella sua disciplina, ottenuta ai campionati mondiali del 1958 (edizione tenutasi a Garmisch-Partenkirchen, Germania) insieme ai suoi connazionali Marino Zardini, Renato Mocellini e Massimo Bogana
Nell'edizione l'argento e l'oro andarono alle nazionali tedesche.